# Fußball-Ozeanienmeisterschaft 1973
Die Fußball-Ozeanienmeisterschaft 1973 (engl.: OFC Nations Cup) war die erste Ausspielung einer ozeanischen Kontinentalmeisterschaft im Fußball und fand vom 17. bis 24. Februar 1973 in Neuseeland statt. Alle Spiele wurden im Newmarket Park in Auckland ausgetragen. Am Turnier nahmen  Fidschi, Neukaledonien, Neuseeland, Neuen Hebriden (heute Vanuatu), Tahiti teil. Gespielt wurde im Ligasystem in einer einfachen Runde Jeder gegen Jeden. Die beiden Gruppenbesten qualifizierten sich für das Finale, der Dritte und Vierte für das Spiel um Platz drei.
Zu dieser Zeit war der Kontinentalverband OFC noch kein Mitglied des Weltfußballverbands FIFA.

## Gruppenphase
| Pl. | Land          | Sp. | S | U | N | Tore    | Diff. | Punkte |
| --- | ------------- | --- | - | - | - | ------- | ----- | ------ |
| 1.  | Neuseeland    | 4   | 3 | 1 | 0 | 011:400 | +7    | 07:10  |
| 2.  | Tahiti        | 4   | 3 | 0 | 1 | 007:200 | +5    | 06:20  |
| 3.  | Neukaledonien | 4   | 2 | 0 | 2 | 008:500 | +3    | 04:40  |
| 4.  | Neue Hebriden | 3   | 1 | 1 | 1 | 004:800 | −4    | 03:30  |
| 5.  | Fidschi       | 4   | 0 | 0 | 4 | 002:130 | −11   | 0:80   |

|               |   |               |     |
| 17. Februar   |   |               |     |
| Tahiti        | – | Neukaledonien | 2:1 |
| Neuseeland    | – | Fidschi       | 5:1 |
| 18. Februar   |   |               |     |
| Neue Hebriden | – | Neukaledonien | 1:4 |
| Tahiti        | – | Neuseeland    | 1:1 |
| 20. Februar   |   |               |     |
| Fidschi       | – | Neukaledonien | 0:2 |
| Neue Hebriden | – | Tahiti        | 0:0 |
| 21. Februar   |   |               |     |
| Neue Hebriden | – | Fidschi       | 2:1 |
| Neuseeland    | – | Neukaledonien | 2:1 |
| 23. Februar   |   |               |     |
| Fidschi       | – | Tahiti        | 0:4 |
| Neuseeland    | – | Neue Hebriden | 3:1 |

## Spiel um Platz 3
|               |   |               |     |
| 24. Februar   |   |               |     |
| Neukaledonien | – | Neue Hebriden | 2:1 |

## Finale
| Neuseeland                                               | Neuseeland | Tahiti | Tahiti |
| -------------------------------------------------------- | --- | --- | ------ |
| Neuseeland                                               | \| Sonnabend, 24. Februar 1973 in Auckland (Newmarket Park) \| \| Ergebnis: 2:0 (0:0) \| \| Schiedsrichter: B. Chaudet ( Neue Hebriden) \|                                                                                 | \| Sonnabend, 24. Februar 1973 in Auckland (Newmarket Park) \| \| Ergebnis: 2:0 (0:0) \| \| Schiedsrichter: B. Chaudet ( Neue Hebriden) \|                                                                                              | Tahiti |
| Neuseeland                                               | Kevin Curtin – Maurice Tillotson, R. Armstrong, Colin Latimour, John Staines, Dennis Tindall (Brian Armstrong), John Staines, Alan Marley, Malcolm Bland, Alan Vest, Brian Turner, Dave Taylor Cheftrainer: Barrie Trueman | Georges Piehi – Alexis Tumahai, Charles Temarii, Gérard Kautai, Joseph Burns, Mana Temaiana, Lewis Lai San, Terii Etaeta, William Aumeran (Gilles Malinkowski), Harold Ng Fok (Claude Carrara), Errol Bennett Cheftrainer: F. Vernaudon | Tahiti |
| Neuseeland                                               | 1:0 Dave Taylor (51.) 2:0 Alan Marley (63.) | | Tahiti |
| Sonnabend, 24. Februar 1973 in Auckland (Newmarket Park) | | |        |
| Ergebnis: 2:0 (0:0)                                      | | |        |
| Schiedsrichter: B. Chaudet ( Neue Hebriden)              | | |        |

## Beste Torschützen
| Rang | Spieler        | Tore |
| ---- | -------------- | ---- |
| 1    | Erroll Bennett | 3    |
|      | Alan Marley    | 3    |
|      | Segin Wayewol  | 3    |
| 4    | Malcolm Bland  | 2    |
|      | Jean Hmae      | 2    |
|      | David Taylor   | 2    |
|      | Alan Vest      | 2    |
|      | Jean Xowie     | 2    |